# Эшпириту Санту, Габриэл
Га́бриэл Аугу́шту ду Эшпи́риту Са́нту (порт. Gabriel Augusto do Espírito Santo; 8 октября 1935, Браганса — 27 октября 2014) — португальский военный, начальник генерального штаба вооружённых сил в 1998—2000. Генерал армии (1994).

## Биография
Родился в семье налогового чиновника, имел младшего брата (также сделавшего военную карьеру в парашютных частях). Учился в Пенафиеле, проживая у родни. Позже переехал в Порту, где продолжил обучение. В 1953 году поступил в военное училище в Амадоре на факультет артиллерии. Позже прошёл общем и дополнительный курсы военного персонала, курс командования и управления Института высших военных исследований (Instituto de Altos Estudos Militares), а также курсы при на командовании и генеральном штабе бразильской армии, курс колледжа обороны НАТО (57-й курс), курсы по подготовке войск и закупкам вооружений в Оттобрунне (ФРГ).
После училища воевал сначала в мае 1963 – апреле 1965 года в Мозамбике (в звании капитана и должности командира артиллерийской батареи) , затем, в августе 1971 – августе 1973 года, в восточной Анголе (в звании майора).
В 1965 работал в Центре подготовки зенитчиков в Кашкайше, затем, после учебных курсов, до 1971 года – заместитель начальника канцелярии Главного штаба сухопутных сил Португалии (CEME)
В апреле 1974 года, после революции, вернулся в Португалию. работал в штаб-квартире региона Лиссабон, В 1978–1980 годах был заместителем начальника Артиллерийской школы, в 1980-1981 – начальником штаба планирования и начальником штаба Управления Института национальной обороны, в 1981–1982 – начальником Центра подготовки зенитчиков в Кашкайше, в 1982–1983 – главный преподаватель Института высших военных исследований, в 1984–1985 – начальник Управления артиллерийского вооружения.
В 1987 году, в звании бригадира, был назначен на должность главного квартирмейстера сухопутных сил Португалии, с 1991 года – генерал.
С февраля 1994 по март 1998 постоянный военный представитель Португалии в Военном комитете НАТО.
В июне 1995 года, в звании бригадира, назначен на должность заместителя, а в апреле 1997 года был приведён к присяге в качестве начальника Главного штаба сухопутных сил Португалии.
C 17 марта 1998 года по октябрь 2000 года был 15-м начальником Генерального штаба Вооружённых сил Португалии (CEMGFA).

Выступал посредником в вооружённых конфликтах в Гвинее-Бисау и Восточном Тиморе.
С 8 октября 2000 года в отставке, однако остался военным советником президента страны.
Был профессором Института высших военных исследований, советником в Колледже обороны НАТО в Риме (1983–1984), приглашённым профессором португальского Католического университета (Universidade Católica Portuguesa) в Лиссабоне и главным редактором "Военного журнала" (Revista Militar) в 2001–2010 годах.
Военный историк (с октября 2005 почётный академик Португальской исторической академии — Real Academia de História Portuguesa).
Похоронен на военном кладбище Оэйраш (Oeiras).

## Книги
- "От искусства войны до военного искусства", ISBN 978-9-898-21947-3
- "Свидетель настоящего в будущем"
- "Война за независимость: сражения при Амейшиале и Монтеш-Кларош"
- "Армейская логистика в пиренейской войне", ISBN 978-9-898-21936-7
- "Монтеш Кларош – решающая победа"
- "Восстановление независимости"
- "Великие битвы в истории Португалии. 1640-1668, война за независимость"
- "Великая стратегия Португалии в эпоху войны за независимость в 1640-1668 гг.",  ISBN 978-9-898-12999-4
- "Война за независимость, 1640–1668", ISBN 978-9-896-28028-4
- "Битва за Коа", ISBN 978-9-898-21922-0

## Награды
Имел 22 награды. Кроме трёх золотых медалей за заслуги, серебряной медали за выдающиеся заслуги, медалей военных заслуг 1-го и 2-го классов, золотой медаль за образцовое поведение, медали Д. Афонсу Энрикеса - Покровителя армии 2-го класса и Креста Сан Хорхе 1-го класса —
| Страна     | Дата             | Награда                                              | Награда                                              |
| ---------- | ---------------- | ---------------------------------------------------- | ---------------------------------------------------- |
| ФРГ        | 30 июня 1978     | Большой крест ордена «За заслуги перед ФРГ»          | Большой крест ордена «За заслуги перед ФРГ»          |
| Бразилия   | 27 июля 1979     | Командор ордена Южного Креста                        | Командор ордена Южного Креста                        |
| Испания    | 27 июля 1979     | Большой крест ордена Военных заслуг                  | Большой крест ордена Военных заслуг                  |
| Португалия | 28 сентября 1981 | Кавалер ордена Бенедикта Ависского                   | Кавалер ордена Бенедикта Ависского                   |
| Португалия | 22 июня 1982     | Командор ордена Бенедикта Ависского                  | Командор ордена Бенедикта Ависского                  |
| Бразилия   | 18 июня 1986     | Кавалер ордена Военных заслуг                        | Кавалер ордена Военных заслуг                        |
| США        | 12 марта 1999    | Командор ордена «Легион почёта»                      | Командор ордена «Легион почёта»                      |
| Португалия | 2 мая 2000       | Большой крест ордена Бенедикта Ависского             | Большой крест ордена Бенедикта Ависского             |
| Португалия | 3 августа 2000   | Большой крест ордена Башни и Меча                    | Большой крест ордена Башни и Меча                    |
| Польша     | 6 октября 2000   | Большой крест ордена Заслуг перед Республикой Польша | Большой крест ордена Заслуг перед Республикой Польша |
| Франция    | 27 июня 2002     | Командор ордена Почётного легиона                    | Командор ордена Почётного легиона                    |